# Nygifta (film)
Nygifta är en svensk dramafilm från 1941 i regi av Sigurd Wallén.

## Om filmen
Filmen premiärvisades 20 februari 1941 på biograf Spegeln i Stockholm. Den spelades in vid Centrumateljéerna i Stockholm av Karl-Erik Alberts. Filmen var Vibeke Falks första filmroll i en svensk film.

## Roller i urval
- Vibeke Falk – Eva Bergstrand
- Sture Lagerwall – Gunnar Bergstrand, hennes man, arkitekt
- Margit Manstad – doktorinnan Cecilia Lundberg, aktris
- Stig Järrel – doktor Albert Lundberg, hennes man, psykoanalytiker
- Sigurd Wallén – ingenjör Axel Bergstrand, Gunnars far, byggmästare
- Joachim Holst-Jensen – Stein Gundersen, Evas far
- Einar Axelsson – ingenjör Oskar Magnusson
- Gull Natorp – Ella Gundersen, Evas mor
- Sigurd Magnussøn – fabrikör Fritjof Jensen
- Erik Rosén – kamrer Lundin
- Sven Bertil Norberg – Erik "Kirre" Jansson, arkitekt
- Artur Cederborgh – Kirres far
- Millan Fjellström – fru Karlsson
- Emil Fjellström – Karlsson, hennes man, portvakt
- Torsten Hillberg – Erik Hårde, Cecilias bror, direktör i Nordbanken

## Musik i filmen
- Jag vill ha ditt hjärta i pant, kompositör Kai Gullmar, text Gus Morris, sång Gun Brandelius
- Ein Sommernachtstraum. Hochzeitmarsch (En midsommarnattsdröm. Bröllopsmarsch), kompositör Felix Mendelssohn-Bartholdy, instrumental.